# Elektrische Bahn Altstätten-Gais

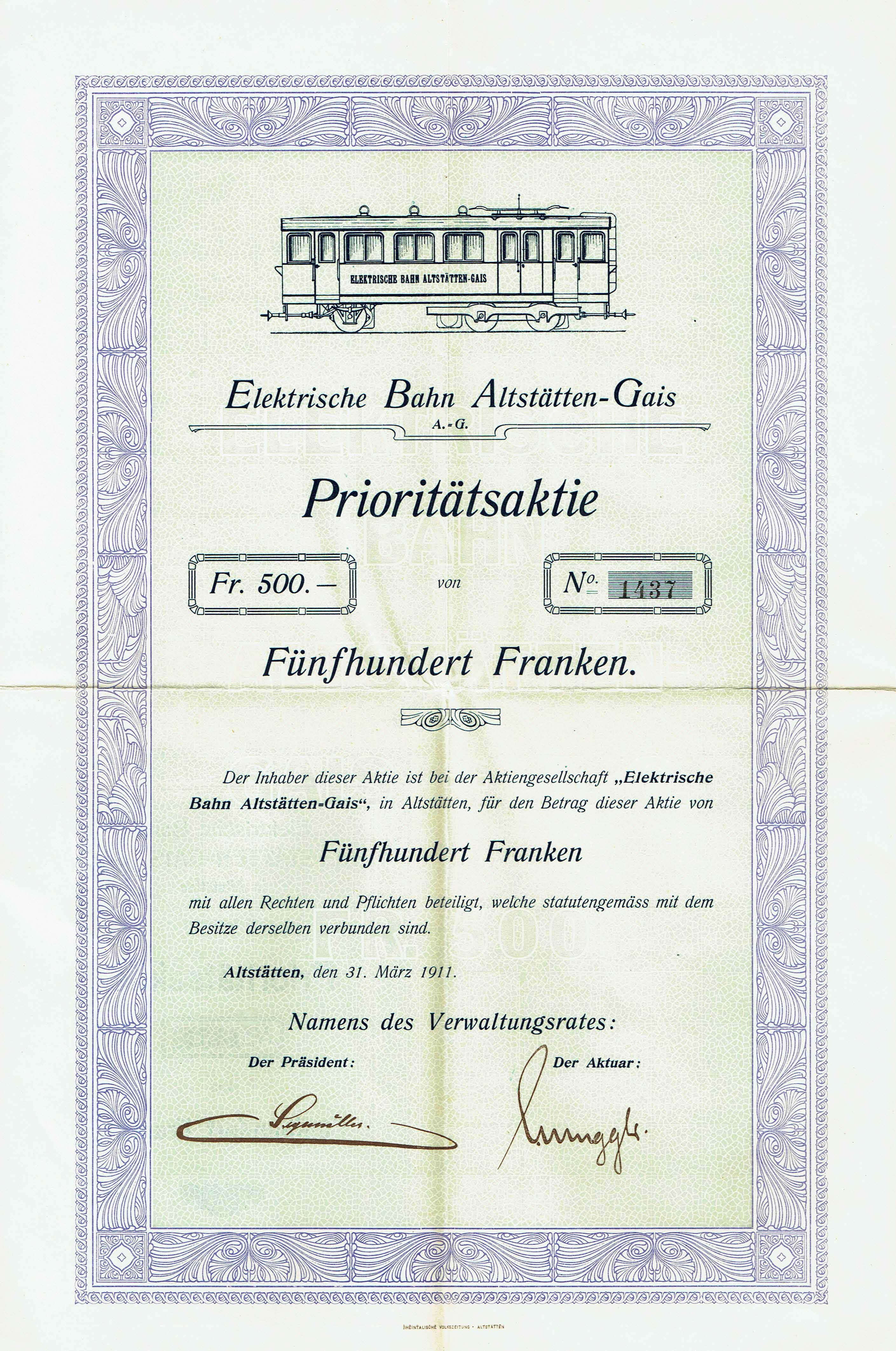
Aktie der Elektrischen Bahn Altstätten-Gais vom 31. März 1911

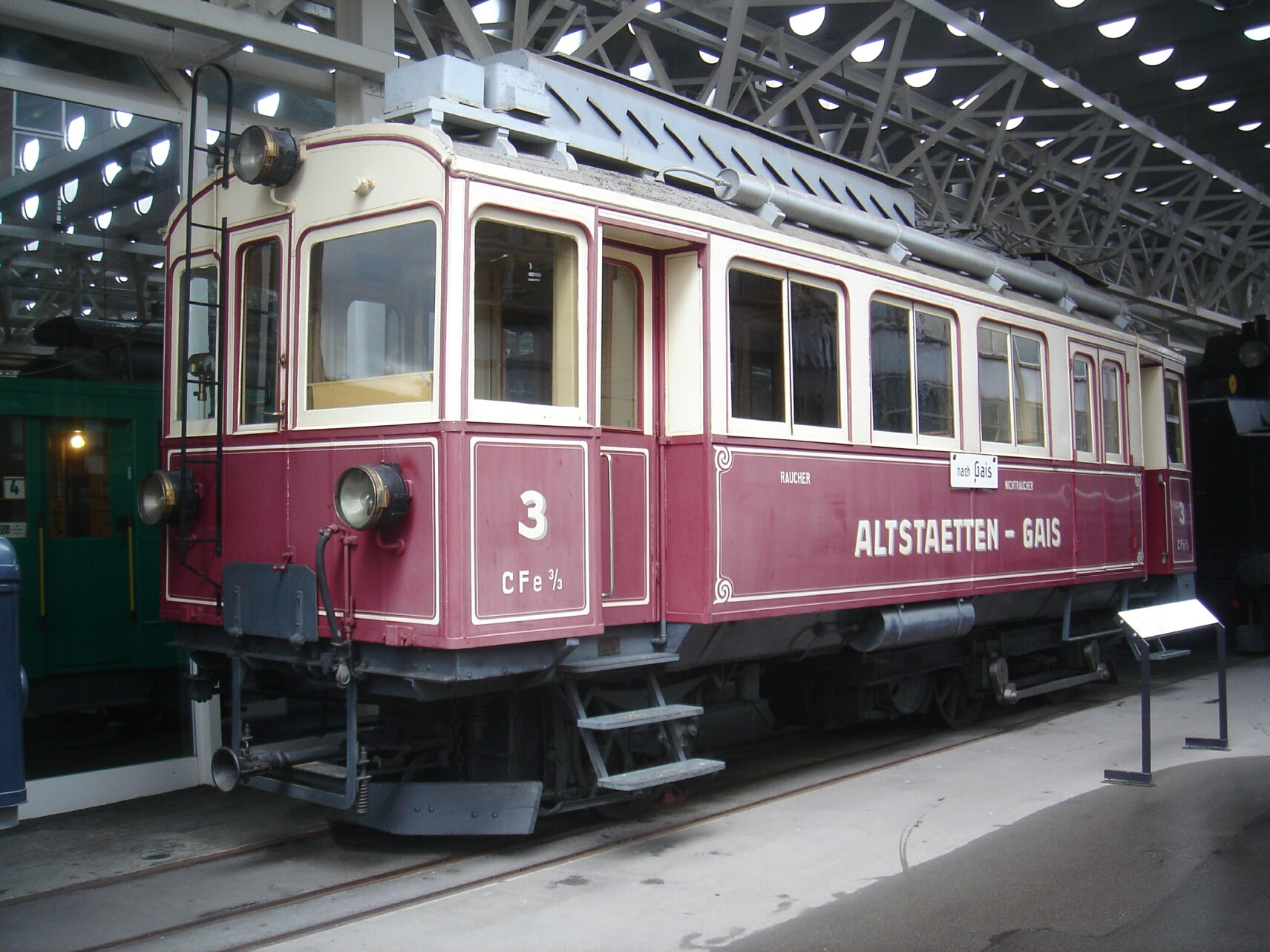
AG CFe 3/3

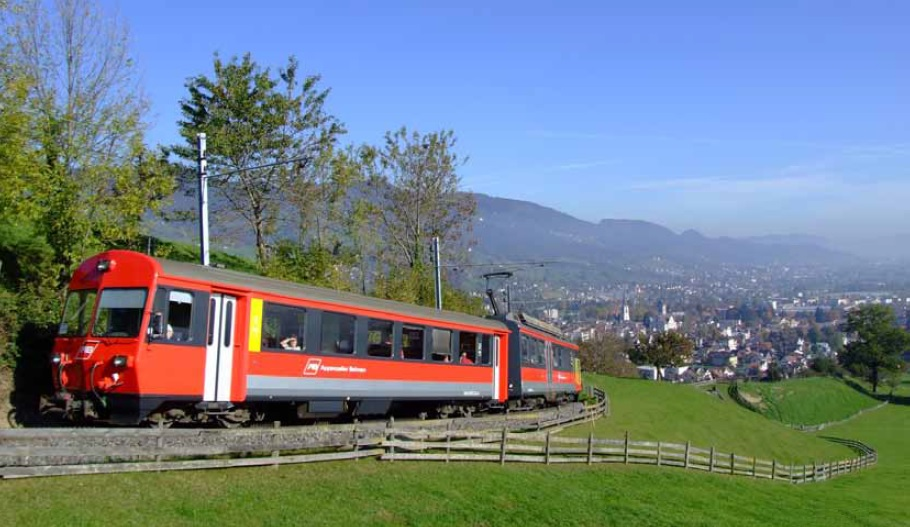
Heute betreiben die Appenzeller Bahnen die Strecke der ehemaligen Elektrischen Bahn Altstätten-Gais

Die Elektrische Bahn Altstätten-Gais (AG) war eine Schweizer Bahngesellschaft, die von 1909 bis 1949 existierte. Der Aktiengesellschaft gehörte die bis heute betriebene Bahnstrecke Altstätten–Gais, eine knapp acht Kilometer lange und partiell mit einer Zahnstange ausgerüstete Schmalspurbahn. Den Betrieb der Strecke übernahm die Altstätten–Berneck-Bahn, eine Strassenbahngesellschaft im Kanton St. Gallen. Die Gesellschaft wurde am 16. Dezember 1909 mit einer konstituieren Generalversammlung gegründet. Auf der Versammlung waren 102 Aktionäre anwesend, welche zusammen 2295 Aktien vertraten. Das Unternehmen war die meiste Zeit defizitär. Es ist nicht bekannt, ob die Gesellschaft jemals Rückstellungen hatte bilden können. Besonders der Beginn des Ersten Weltkrieges machte einen rentablen Betrieb unmöglich, da die Bahn primär Personen transportierte und wenig Fracht. Die Bahn war primär vom Tourismus abhängig. Pendler machten nur einen kleinen Teil der Fahrgäste aus. 1915 wurden kurzfristige Schulden in langfristige Anleihen umgewandelt. Das war schwierig, da keine Bank bereit war langfristig Kredit zu geben. Erst als sich Personen fanden, die persönlich für Zinsen hafteten konnten langfristige Anleihen herausgegeben werden. 1920 zahlte die Elektrische Bahn Altstätten-Gais für 100 000 Franken Kapital gerade mal 357 Franken Zinsen. Kurzfristige Schulden hatte sie zu diesem Zeitpunkt nicht mehr. Nur zwischen 1917 und 1922 war die Gesellschaft profitabel. Am 18. November 1931 kündigte die AG den Vertrag mit den Rheintalischen Strassenbahnen, welche bis dahin den Betrieb der Strecke übernommen hatten. Es kam zu neuen Verhandlungen mit der Strassenbahn und auch der Kanton St. Gallen beteiligte sich jetzt bei den Verhandlungen. Da die Strassenbahn auch der Stromlieferant der Bahn war, musste eine Einigung gefunden werden. Die Strassenbahn war 1932 nur gegen eine Subvention des Betriebes in Höhe von 13 500 Franken bereit weiterzufahren. Der Kanton St. Gallen übernahm diesen Betrag. Nur mit Subventionen von Kantonen und Gemeinden konnte der Betrieb aufrechterhalten werden. Durch die Zunahme des Automobilverkehrs gingen die Zahl der Reisenden kontinuierlich zurück. Schon 1943 wurde geprüft, ob es nicht rentabler wäre die Bahn durch eine Buslinie zu ersetzen oder den Betrieb auf Trolleybus umzustellen.
Die Einnahmen der Gesellschaft beliefen sich 1919 auf 50 236 Franken. 1920 war ein schlechtes Jahr, musste der Betrieb doch wegen Maul- und Klauenseuche für mehrere Monate eingestellt werden. Auch die Stickereiindustrie steckte nach dem Ersten Weltkrieg in einer schweren Krise. Das Frachtaufkommen nahm rapide ab. Der Verlustvortrag belief sich auf 24 490 Franken. 1929 übernahmen die beiden Gemeinden Altstätten und Gais die Zinszahlungen und Teile der Kosten für den Betrieb. Sie übernahmen die Kosten der Vormittagszüge. Trotzdem musste der Fahrplan reduziert werden.
Die AG gab Aktien im Wert von 1 311 500 Franken heraus. Dies entsprach der Summe, welche der Kostenvoranschlag zum Bau der Strecke, den Bahnhöfen und dem Rollmaterial, ergeben hatte. Dabei handelte es sich um Stammaktien im Wert von 753 000 Franken und Prioritätsaktien im Wert von 558 500 Franken. Beide Aktientypen besassen einen Nominalwert von 500 Franken. Alle Aktien wurden voll gezeichnet. Der Geschäftsbericht vom 28. Juni 1912 stellte fest, dass bis auf 5 000 Franken alle Aktien bezahlt worden sind. Es wurden 1 506 Stammaktien und 1 107 Prioritätsaktien ausgegeben.
Am 18. November 1911 wurde die Strecke mit drei Triebwagen vom Typ AG CFe 3/3 eröffnet. Es gab Anschlussmöglichkeiten von Gais nach St. Gallen und Appenzell. Im Rheintal hatte man Anschluss mit der Strassenbahn nach Diepoldsau und Berneck. Auch konnte man seit dem  26. Juni 1912 den SBB-Bahnhof über die Strassenbahn erreichen, nachdem ein Gleis durch die Altstadt von Altstätten verlegt wurde. Mit der Elektrischen Bahn Altstätten-Gais konnte man nun bis zum SSB-Bahnhof durchfahren.
Am 17. Juli 1948 fand die letzte Generalversammlung der Gesellschaft statt. 1949 fusionierte die AG mit der Elektrischen Bahn St. Gallen–Gais–Appenzell (SGA) zur St. Gallen-Gais-Appenzell-Altstätten-Bahn (SGA). Diese wiederum ist heute in die Appenzeller Bahnen (AB) integriert, die auch die AG-Stammstrecke von Altstätten nach Gais betreiben.